# Квинт Манлий Вульсон Капитолин
Квинт Манлий Вульсон Капитолин (лат. Quintus Manlius Vulso Capitolinus; V—IV века до н. э.) — римский политический деятель из патрицианского рода Манлиев, один из шести военных трибунов с консульской властью 396 года до н. э.
Благодаря Капитолийским фастам известно, что у отца Квинта Манлия был преномен Авл. Именно во время трибуната Квинта Марк Фурий Камилл был избран диктатором и взял Вейи.